# Клісфен
Клісфен, Клістен (дав.-гр. Κλεισθένης), Клістен Атенський (Клісфен Афінський) (565 до н. е., Афіни — 492 до н. е., Афіни) — законодавець Стародавніх Афін 6 ст. до н. е. Походив із роду Алкмеонідів, за материнською лінією онук тирана Клісфена Сікіонського. 526 року до н.е. стає архонтом. Підняв рух проти тиранії Пісістратидів. Зазнавши поразки, жив у вигнанні, проте 510 до н. е. змусив тирана Гіппія тікати, а сам Клісфен фактично очолив державу.

## Реформи Клісфена

### Територіальна реформа
Після повалення тиранії Клісфен повернувся до Афін і в архонтство Ісагора у 508 до н. е. був уповноважений народом написати нові закони. Відчувалася потреба покласти край домаганнями родової знаті на політичне панування в громаді, а також роздріблення громадян на партії по складовим частинам Аттики, це також убезпечило б Афіни від зовнішнього ворога.
З цією метою Клісфен, не руйнуючи одвічного родового поділу афінських громадян, створив іншу організацію для політичних потреб громади з рішучим переважанням територіального початку над родовим. Основу політичного устрою утворили нові одиниці:
- деми,
- триттії,
- філи.

Тільки деми та триттії займали суцільні, просторово невідокремлені території. Філи ж, що виконували важливі та різноманітні політичні функції, складалися кожна з трьох територій, розміщених у різних областях Аттики: одна — поблизу міста, інша — у Месогії, третя — у Паралії. Просторова відокремленість земель філ на майбутнє убезпечувала від утворення партій на кшталт педіаків, пефалів, діакріїв.
Нових філ було 10, між ними жеребкуванням було розподілено 30 триттій. Кожна триттія складалася з кількох демів. Початкове число демів Геродот визначає близько 100, Страбон знає вже про 174, ще пізніше їхнє число збільшилося до 180 і більше.
Керівниками клісфенівських філ на місцях за вказівкою Піфії стали 10 вітчизняних героїв, які й дали філам свої імена. Деми були названі або за іменами місцевостей, або за їх міфічним засновникам, або, зрештою, за іменами вельможних родів, що живуть у тому чи іншому демі.
Кожен афінський громадянин, досягнувши 18-річного віку, був політично закріплений за тим демом, в якому постійно проживав за першого за Клісфена списку демотів. Це правило залишалося в силі і для його нащадків. Звання демота давало права повного громадянства, якого б походження демот не був. З цього часу офіційним ім'ям афінського громадянина, крім особистого, була назва його дема.

### Реформа Афінської Ради
За кількістю населення та площею території деми сильно відрізнялися між собою, оскільки при утворенні їх Клісфен виходив від первісного поділу Аттики на поселення. Дем користувався самоврядуванням у місцевих справах, у державному управлінні деми брали участь переважно через філи. Члени Ради п'ятисот, що обиралися в демах, розподілялися порівну між 10 філамі, і весь склад ради ділився протягом року на 10 секцій (пританій) по філам. Посадові колегії складалися звичайно з 10 магістратів, по одному від кожної філи. 6 000 присяжних суддів вибиралися по філам. Піхота ділилася на 10 полків, а вершники на 10 ескадронів тощо.
В основу державного управління покладена була, таким чином, не територіальна, але політична одиниця. Дем, з його демархом та місцевою владою, з його загальнодемотськими зборами, землями, культом, виховував громадянина для діяльності на ширшій загальнодержавній арені.

### Інші реформи
Клісфен також не знищив попередніх родових одиниць: роди, фратрії, іонійські філи продовжували існувати і після нього. Він навіть збільшив число фратрій, змінивши, щоправда, їх особовий склад: окрім давніх родів в їх середовище увійшли члени релігійних груп, усіх фраторів об'єднували культи Зевса-фратрія і Афіни-фратрії.
Належністю до фратрії обумовлювались права та звання афінського громадянина до 18-річного віку. Реформами Клісфена завершено було об'єднання Аттики, розпочате Тезієм, і утворення органічного цілого з розрізнених і ворогуючих між собою груп афінян.
Для військових потреб держави служили також триттії та навкрарії. Клісфен також створив колегію з 10 воєначальників — стратегів (по 1 від кожної філи), до яких перейшла від архонта-полемарха вся військова влада. На відміну від архонтів, в які обиралися тільки представники двох вищих майнових класів, стратегами могли стати представники усіх класів, крім останнього — фетів. Для попередження ж незаконного захоплення влади будь-яким честолюбцем Клісфен ввів остракізм.

## Зовнішня політика
Зовнішня політика Клісфена була спрямована на запобігання реставрації в Афінах тиранії або ж влади аристократії. Оскільки супротивники демократії спиралися на підтримку спартанців, Клісфена шукав союзників, здатних допомогти Афінам у протистоянні зі Спартою.
Союз з еретрійцями виконати цього завдання не міг — надто слабкими тоді були обидва міста, тож зрештою афінське посольство вирушило до персів і звернулося за підтримкою до сатрапа Лідії, молодого брата Дарія Великого Артаферна. За Геродотом, той навіть не здогадувався тоді про існування Афін, тож з подивом та щирою цікавістю вислухав посланців, відповівши, що перський цар допомагає лише тим, хто визнає його владу. Посли погодилися і від імені усіх співгромадян надали сатрапу «землю і воду».
Вочевидь, можливість такого кроку не могла не бути узгоджена з Клісфеном, але не з народними зборами, які мали в Афінах найвищу владу. Тому після повернення посольства його учасникам були висунуті «суворі звинувачення», а ім'я Клісфена як державного посадовця і чинного політика джерела з того часу взагалі не згадують. Можливо, знеславлений реформатор сам пішов з державних посад і з політики взагалі.

## Підсумок
За словами Арістотеля, Клісфен зробив Афіни демократичнішими, а Геродот вважає, що саме клісфенівська організація Афінської республіки сприяла успіхам афінян у війнах з беотійцями і халкідянами.